# 竹本義明
竹本 義明（たけもと よしあき、1949年 - ）は、名古屋芸術大学学長などを務めた、日本のトランペット奏者、アートマネジメント研究者。

## 経歴
北海道函館市生まれ。
1967年に北海道函館中部高等学校を卒業し、1972年に武蔵野音楽大学音楽学部器楽科を卒業して、名古屋フィルハーモニー交響楽団に入団した。
1989年に交響楽団を退団して名古屋芸術大学非常勤講師となり、1992年に助教授となった。
1994年には、古楽器修得を目的として、イギリスの王立音楽大学への研究留学した。
1999年に教授に昇任し、2001年に音楽学部長、2004年に副学長（学校法人名古屋自由学院理事、評議員）、2007年に学生部長、2009年に生涯学習センター長などを歴任し、2010年に学長となった。
この間、2007年に武豊町民会館館長、2014年に名古屋フィルハーモニー交響楽団理事、2016年に春日井市文化振興審議会会長など、学外でも多くの役職を歴任した。
学長就任後の竹本は、学部の統合など一連の制度改革を牽引したが、2023年5月9日に至り、「心身に故障を抱えている」として学院から「職務執行停止命令」を受けて職務を解かれ、学内への立ち入りも禁止された。竹本は運営法人や理事長らを相手取り、命令が無効であることの確認と損害賠償を求め提訴。2025年1月27日、名古屋地方裁判所は、医師の診察結果などから、竹本に精神疾患などをうかがわせる言動はなかったとして、55万円の支払いを命じた。竹本は任期満了で2024年3月に退任していることから、命令の無効確認の訴えは退けた。

## おもな著書
- 実践アートマネジメント：地域公共ホールの活性術、レイライン、2010年